# British Academy Film Award de la meilleure actrice dans un second rôle
Le British Academy Film Award de la meilleure actrice dans un second rôle (BAFTA Award for Best Actress in a Supporting Role) est une récompense cinématographique britannique décernée depuis 1969 par la British Academy of Film and Television Arts (BAFTA) lors de la cérémonie annuelle des British Academy Film Awards.

## Palmarès
Note : les gagnants sont indiqués en gras. Les années indiquées sont celles au cours desquelles la cérémonie a eu lieu, soit l'année suivant leur sortie en salles (au Royaume-Uni).
Le symbole ♕ rappelle le gagnant et ♙ une nomination à l'Oscar de la meilleure actrice dans un second rôle la même année.

### Années 1960-1970
- 1969 :
  - Billie Whitelaw pour le rôle de Lottie Bubbles dans Charlie Bubbles
  - Billie Whitelaw pour le rôle de Joan Harper dans Twisted Nerve
    - Simone Signoret pour le rôle de Lisa dans Le Diable à trois (Games)
    - Virginia Maskell pour le rôle d'Antonia dans Interlude
    - Pat Heywood pour le rôle de l'infirmière dans Roméo et Juliette (Romeo and Juliet)

- 1970 : Celia Johnson pour le rôle de Miss Mackay dans Les Belles Années de miss Brodie (The Prime of Miss Jean Brodie)
  - Mary Wimbush pour le rôle de Mary Smith dans Ah Dieu ! que la guerre est jolie (Oh! What a Lovely War)
  - Pamela Franklin pour le rôle de Sandy dans Les Belles Années de miss Brodie (The Prime of Miss Jean Brodie)
  - Peggy Ashcroft pour le rôle de Belle dans Auto-stop Girl (Three Into Two Won't Go)

- 1971 : Susannah York pour le rôle d'Alice LeBlanc dans On achève bien les chevaux (They Shoot Horses, Don’t They?) ♙
  - Maureen Stapleton pour le rôle d'Inez Guerrero dans Airport ♙
  - Evin Crowley pour le rôle de Maureen dans La Fille de Ryan (Ryan's Daughter)
  - Estelle Parsons pour le rôle d'Althea Gerber dans Watermelon Man

- 1972 : Margaret Leighton pour le rôle de Mme Maudsley dans Le Messager (The Go-Between) ♙
  - Jane Asher pour le rôle de Susan dans Deep End
  - Georgia Brown pour le rôle de Sarah Charles dans The Raging Moon
  - Georgia Engel pour le rôle de Margot dans Taking Off

- 1973 : Cloris Leachman pour le rôle de Ruth Popper dans La Dernière Séance (The Last Picture Show) ♕
  - Eileen Brennan pour le rôle de Genevieve dans La Dernière Séance (The Last Picture Show) ♙
  - Marisa Berenson pour le rôle de Natalia Landauer dans Cabaret
  - Shelley Winters pour le rôle de Belle Rosen dans L'Aventure du Poséidon (The Poseidon Adventure) ♙

- 1974 : Valentina Cortese pour le rôle de Séverine dans La Nuit américaine ♙
  - Delphine Seyrig pour le rôle de Colette de Montpelier dans Chacal (The Day of the Jackal)
  - Rosemary Leach pour le rôle de Mary Maclaine dans That'll Be the Day

- 1975 : Ingrid Bergman pour le rôle de Greta Ohlsson dans Le Crime de l'Orient-Express (Murder on the Orient Express) ♕
  - Cindy Williams pour le rôle de Laurie Henderson dans American Graffiti
  - Sylvia Sidney pour le rôle de Mrs Pritchett dans Summer Wishes, Winter Dreams ♙
  - Sylvia Syms pour le rôle de Margaret Stephenson dans Top secret (The Tamarind Seed)

- 1976 : Diane Ladd pour le rôle de Flo dans Alice n'est plus ici (Alice Doesn't Live Here Anymore) ♙
  - Lelia Goldoni pour le rôle de Bea dans Alice n'est plus ici (Alice Doesn't Live Here Anymore)
  - Ronee Blakley pour le rôle de Barbara Jean dans Nashville ♙
  - Gwen Welles pour le rôle de Sueleen Gay dans Nashville

- 1977 :
  - Jodie Foster pour le rôle de Tallulah dans Bugsy Malone
  - Jodie Foster pour le rôle d'Iris Steensma dans Taxi Driver ♙
    - Vivien Merchant pour le rôle de Ruth dans The Homecoming
    - Billie Whitelaw pour le rôle de Mme Baylock dans La Malédiction (The Omen)
    - Annette Crosbie pour le rôle de la bonne fée dans The Slipper and the Rose

- 1978 : Jenny Agutter pour le rôle de Jill Mason dans Equus
  - Joan Plowright pour le rôle de Dora Strang dans Equus
  - Shelley Winters pour le rôle de Fay Lapinsky dans Next Stop, Greenwich Village
  - Geraldine Chaplin pour le rôle de Karen Hood dans Bienvenue à Los Angeles (Welcome to L.A.)

- 1979 : Geraldine Page pour le rôle d'Eve dans Intérieurs (Interiors) ♙
  - Angela Lansbury pour le rôle de Salome Otterbourne dans Mort sur le Nil (Death on the Nile)
  - Maggie Smith pour le rôle de Miss Bowers dans Mort sur le Nil (Death on the Nile)
  - Mona Washbourne pour le rôle de la Tante dans Stevie

### Années 1980
- 1980 : Rachel Roberts pour le rôle de Mrs Clarrie Moreton dans Yanks
  - Mariel Hemingway pour le rôle de Tracy dans Manhattan ♙
  - Meryl Streep pour le rôle de Jill dans Manhattan
  - Lisa Eichhorn pour le rôle de Gertrude dans Les Européens (The Europeans)

- 1981 : Aucune récompense

- 1982 : Aucune récompense

- 1983 : (ex æquo)
  - Rohini Hattangadi pour le rôle de Kastürbā Gāndhi dans Gandhi
  - Maureen Stapleton pour le rôle de Emma Goldman dans Reds ♕
    - Candice Bergen pour le rôle de Margaret Bourke-White dans Gandhi
    - Jane Fonda pour le rôle de Chelsea Thayer Wayne dans La Maison du lac (On Golden Pond) ♙

- 1984 : Jamie Lee Curtis pour le rôle d'Ophelia dans Un fauteuil pour deux (Trading Places)
  - Teri Garr pour le rôle de Sandy Lester dans Tootsie ♙
  - Rosemary Harris pour le rôle d'Ann Barrington dans The Ploughman's Lunch
  - Maureen Lipman pour le rôle de Trish dans L'Éducation de Rita (Educating Rita)

- 1985 : Liz Smith pour le rôle de la mère de Joyce dans Porc royal (A Private Function)
  - Eileen Atkins pour le rôle de Madge dans L'Habilleur (The Dresser)
  - Tuesday Weld pour le rôle de Carol dans Il était une fois en Amérique (Once Upon a Time in America)
  - Cher pour le rôle de Dolly Pelliker dans Le Mystère Silkwood (Silkwood) ♙

- 1986 : Rosanna Arquette pour le rôle de Roberta Glass dans Recherche Susan désespérément (Desperately Seeking Susan)
  - Tracey Ullman pour le rôle d'Alice Park dans Plenty
  - Anjelica Huston pour le rôle de Maerose Prizzi dans L'Honneur des Prizzi (Prizzi's Honor) ♙
  - Judi Dench pour le rôle de Marcia Pilborough dans Wetherby

- 1987 : Judi Dench pour le rôle d'Eleanor Lavish dans Chambre avec vue (A Room with a View)
  - Rosemary Leach pour le rôle de Mrs Honeychurch dans Chambre avec vue (A Room with a View)
  - Barbara Hershey pour le rôle de Lee dans Hannah et ses sœurs (Hannah and Her Sisters)
  - Rosanna Arquette pour le rôle de Marcy Franklin dans After Hours

- 1988 : Susan Wooldridge pour le rôle de Rose Castorini dans Hope and Glory
  - Judi Dench pour le rôle de Nora Doel dans 84 Charing Cross Road
  - Vanessa Redgrave pour le rôle de Peggy Ramsay dans Prick Up Your Ears
  - Dianne Wiest pour le rôle de Bea dans Radio Days

- 1989 : Judi Dench pour le rôle de Mrs Beaver dans Une poignée de cendre
  - Anne Archer pour le rôle de Beth Gallagher dans Liaison fatale (Fatal Attraction) ♙
  - Maria Aitken pour le rôle de Wendy Leach dans Un Poisson nommé Wanda (A Fish Called Wanda)
  - Olympia Dukakis pour le rôle de Molly dans Éclair de lune (Moonstruck) ♕

### Années 1990
- 1990 : Michelle Pfeiffer pour le rôle de Madame de Tourvel dans Les Liaisons dangereuses (Dangerous Liaisons) ♙
  - Sigourney Weaver pour le rôle de Katharine Parker dans Working Girl ♙
  - Laura San Giacomo pour le rôle de Cynthia dans Sexe, Mensonges et Vidéo (Sex, Lies, and Videotape)
  - Peggy Ashcroft pour le rôle de Lady Emily dans Madame Sousatzka

- 1991 : Whoopi Goldberg pour le rôle d'Oda Mae Brown dans Ghost ♕
  - Billie Whitelaw pour le rôle de Violet Kray dans Les Frères Krays (The Krays)
  - Shirley MacLaine pour le rôle d'Ouiser Boudreaux dans Potins de femmes (Steel Magnolias)
  - Anjelica Huston pour le rôle de Dolores Paley dans Crimes et Délits (Crimes and Misdemeanors)

- 1992 : Kate Nelligan pour le rôle de Cora dans Frankie and Johnny
  - Amanda Plummer pour le rôle de Lydia Sinclair dans Le Roi Pêcheur (The Fisher King)
  - Julie Walters pour le rôle de Vera dans Stepping Out
  - Annette Bening pour le rôle de Myra Langtry dans Les Arnaqueurs (The Grifters) ♙

- 1993 : Miranda Richardson pour le rôle d'Ingrid Fleming dans Fatale (Damage) ♙
  - Miranda Richardson pour le rôle de Jude dans The Crying Game
  - Helena Bonham Carter pour le rôle de Helen Schlegel dans Retour à Howards End (Howards End)
  - Kathy Bates pour le rôle d'Evelyn Couch dans Beignets de tomates vertes (Fried Green Tomatoes)

- 1994 : Miriam Margolyes pour le rôle de Madame Mingott dans Le Temps de l'innocence (The Age of Innocence)
  - Holly Hunter pour le rôle de Tammy Hemphill dans La Firme (The Firm) ♙
  - Maggie Smith pour le rôle de Mrs Medlock dans Le Jardin secret (The Secret Garden)
  - Winona Ryder pour le rôle de May Welland dans Le Temps de l'innocence (The Age of Innocence) ♙

- 1995 : Kristin Scott Thomas pour le rôle de Fiona dans Quatre mariages et un enterrement (Four Weddings and a Funeral)
  - Charlotte Coleman pour le rôle de Scarlett dans Quatre mariages et un enterrement (Four Weddings and a Funeral)
  - Sally Field pour le rôle de Mrs Gump dans Forrest Gump
  - Anjelica Huston pour le rôle de Marcia Fox dans Meurtre mystérieux à Manhattan (Manhattan Murder Mystery)

- 1996 : Kate Winslet pour le rôle de Marianne Dashwood dans Raison et Sentiments (Sense and Sensibility) ♙
  - Elizabeth Spriggs pour le rôle de Mrs Jennings dans Raison et Sentiments (Sense and Sensibility)
  - Joan Allen pour le rôle de Pat Nixon dans Nixon ♙
  - Mira Sorvino pour le rôle de Linda Ash dans Maudite Aphrodite (Mighty Aphrodite) ♕

- 1997 : Juliette Binoche pour le rôle de Hana dans Le Patient anglais (The English Patient) ♕
  - Lauren Bacall pour le rôle de Hannah Morgan dans Leçons de séduction (The Mirror Has Two Faces) ♙
  - Marianne Jean-Baptiste pour le rôle de Hortense dans Secrets et Mensonges (Secrets & Lies) ♙
  - Lynn Redgrave pour le rôle de Gillian dans Shine

- 1998 : Sigourney Weaver pour le rôle de Janey Carver dans Ice Storm (The Ice Storm)
  - Jennifer Ehle pour le rôle de Constance Lloyd Wilde dans Oscar Wilde (Wilde) ♙
  - Lesley Sharp pour le rôle de Jean dans The Full Monty - Le Grand Jeu (The Full Monty) ♙
  - Zoë Wanamaker pour le rôle d'Ada Leverson dans Oscar Wilde (Wilde)

- 1999 : Judi Dench pour le rôle de la reine Élisabeth Ire dans Shakespeare in Love ♕
  - Brenda Blethyn pour le rôle de Mari Hoff dans Little Voice ♙
  - Lynn Redgrave pour le rôle de Hanna dans Ni dieux ni démons (Gods and Monsters) ♙
  - Kathy Bates pour le rôle de Libby Holden dans Primary Colors ♙

### Années 2000
- 2000 : Maggie Smith pour le rôle de Lady Hester Random dans Un thé avec Mussolini (Tea with Mussolini)
  - Cameron Diaz pour le rôle de Lotte Schwartz dans Dans la peau de John Malkovich (Being John Malkovich)
  - Thora Birch pour le rôle de Jane Burnham dans American Beauty
  - Mena Suvari pour le rôle d'Angela Hayes dans American Beauty
  - Cate Blanchett pour le rôle de Meredith Logue dans Le Talentueux Mr Ripley (The Talented Mr. Ripley)

- 2001 : Julie Walters pour le rôle de Mrs Wilkinson dans Billy Elliot ♙
  - Judi Dench pour le rôle d'Armande Voizin dans Le Chocolat (Chocolat) ♙
  - Lena Olin pour le rôle de Josephine Muscat dans Le Chocolat (Chocolat)
  - Frances McDormand pour le rôle d'Elaine Miller dans Presque célèbre (Almost Famous) ♙
  - Zhang Ziyi pour le rôle de Yu Jiao Long (Jen) dans Tigre et Dragon (卧虎藏龙)

- 2002 : Jennifer Connelly pour le rôle d'Alicia Nash dans Un homme d'exception (A Beautiful Mind) ♕
  - Helen Mirren pour le rôle de Mrs Wilson dans Gosford Park ♙
  - Maggie Smith pour le rôle de Constance, comtesse de Trentham dans Gosford Park ♙
  - Judi Dench pour le rôle d'Agnis Hamm dans Terre Neuve (The Shipping News)
  - Kate Winslet pour le rôle d'Iris Murdoch (jeune) dans Iris ♙

- 2003 : Catherine Zeta-Jones pour le rôle de Velma Kelly dans Chicago ♕
  - Julianne Moore pour le rôle de Laura Brown dans The Hours ♙
  - Queen Latifah pour le rôle de Matron 'Mama' Morton dans Chicago ♙
  - Toni Collette pour le rôle de Fiona dans Pour un garçon (About a Boy)
  - Meryl Streep pour le rôle de Susan Orlean dans Adaptation (Adaptation) ♙

- 2004 : Renée Zellweger pour le rôle de Ruby dans Retour à Cold Mountain (Cold Mountain) ♕
  - Holly Hunter pour le rôle de Melanie dans Thirteen ♙
  - Laura Linney pour le rôle d'Annabeth Markum dans Mystic River
  - Emma Thompson pour le rôle de Karen dans Love Actually
  - Judy Parfitt pour le rôle de Maria Thins dans La Jeune Fille à la perle (Girl with a Pearl Earring)

- 2005 : Cate Blanchett pour le rôle de Katharine Hepburn dans Aviator (The Aviator) ♕
  - Natalie Portman pour le rôle d'Alice dans Closer, entre adultes consentants (Closer) ♙
  - Meryl Streep pour le rôle d'Eleanor Shaw dans Un crime dans la tête (The Manchurian Candidate)
  - Julie Christie pour le rôle d'Emma du Maurier dans Neverland (Finding Neverland)
  - Heather Craney pour le rôle de Joyce dans Vera Drake

- 2006 : Thandie Newton pour le rôle de Christine dans Collision (Crash)
  - Catherine Keener pour le rôle de Harper Lee dans Truman Capote (Capote) ♙
  - Frances McDormand pour le rôle de Glory dans L'Affaire Josey Aimes (North Country) ♙
  - Brenda Blethyn pour le rôle de Mme Bennet dans Orgueil et Préjugés (Pride & Prejudice)
  - Michelle Williams pour le rôle d'Alma del Mar dans Le Secret de Brokeback Mountain (Brokeback Mountain) ♙

- 2007 : Jennifer Hudson pour le rôle d'Effie Melody White dans Dreamgirls ♕
  - Abigail Breslin pour le rôle d'Olive Hoover dans Little Miss Sunshine ♙
  - Toni Collette pour le rôle de Sheryl Hoover dans Little Miss Sunshine
  - Emily Blunt pour le rôle d'Emily dans Le Diable s'habille en Prada (The Devil Wears Prada)
  - Frances de la Tour pour le rôle de Mrs Lintott dans History Boys (The History Boys)

- 2008 : Tilda Swinton pour le rôle de Karen Crowder dans Michael Clayton ♕
  - Cate Blanchett pour le rôle de Jude Quinn dans I'm Not There ♙
  - Kelly Macdonald pour le rôle de Carla Jean dans No Country for Old Men
  - Samantha Morton pour le rôle de Deborah Curtis dans Control
  - Saoirse Ronan pour le rôle de Briony Tallis (à 13 ans) dans Reviens-moi (Atonement) ♙

- 2009 : Penélope Cruz pour le rôle de María Elena dans Vicky Cristina Barcelona ♕
  - Amy Adams pour le rôle de la sœur James dans Doute (Doubt) ♙
  - Freida Pinto pour le rôle de Latika dans Slumdog Millionaire
  - Tilda Swinton pour le rôle de Katie Cox dans Burn After Reading
  - Marisa Tomei pour le rôle de Pam / Cassidy dans The Wrestler ♙

### Années 2010
- 2010 : Mo'Nique pour le rôle de Mary Lee Johnston dans Precious (Precious: Based on the Novel 'Push' by Sapphire) ♕
  - Anne-Marie Duff pour le rôle de Julia Lennon dans Nowhere Boy
  - Vera Farmiga pour le rôle d'Alex dans In the Air (Up In the Air) ♙
  - Anna Kendrick pour le rôle de Natalie Keener dans In the Air (Up In the Air) ♙
  - Kristin Scott Thomas pour le rôle de Mimi Smith dans Nowhere Boy

- 2011 : Helena Bonham Carter pour le rôle d'Elizabeth Bowes-Lyon dans Le Discours d'un roi (The King's Speech) ♙
  - Amy Adams pour le rôle de Charlene Fleming dans Fighter (The Fighter) ♙
  - Barbara Hershey pour le rôle d'Erica Sayers dans Black Swan
  - Lesley Manville pour le rôle de Mary dans Another Year
  - Miranda Richardson pour le rôle de Barbara Castle dans We Want Sex Equality (Made in Dagenham)

- 2012 : Octavia Spencer pour le rôle de Minny Jackson dans La Couleur des sentiments (The Help) ♕
  - Jessica Chastain pour le rôle de Celia Foote dans La Couleur des sentiments (The Help)
  - Melissa McCarthy pour le rôle de Megan dans Mes meilleures amies (Bridesmaids)
  - Judi Dench pour le rôle de Sybil Thorndike dans My Week with Marilyn
  - Carey Mulligan pour le rôle d'Irene dans Drive

- 2013 : Anne Hathaway pour le rôle de Fantine dans Les Misérables ♕
  - Amy Adams pour le rôle de Mary Sue Dodd dans The Master ♙
  - Judi Dench pour le rôle de M dans Skyfall
  - Sally Field pour le rôle de Mary Todd Lincoln dans Lincoln ♙
  - Helen Hunt pour le rôle de Cheryl Cohen Greene dans The Sessions ♙

- 2014 : Jennifer Lawrence pour le rôle de Rosalyn Rosenfeld dans American Bluff (American Hustle) ♙
  - Sally Hawkins pour le rôle de Ginger dans Blue Jasmine ♙
  - Lupita Nyong'o pour le rôle de Patsey dans Twelve Years a Slave ♕
  - Julia Roberts pour le rôle de Barbara Weston dans Un été à Osage County (August: Osage County) ♙
  - Oprah Winfrey pour le rôle de Gloria Gaines dans Le Majordome (The Butler)

- 2015 : Patricia Arquette pour le rôle d'Olivia Evans dans Boyhood ♕
  - Keira Knightley pour le rôle de Joan Clarke dans Imitation Game (The Imitation Game) ♙
  - Imelda Staunton pour le rôle de Hefina Headon (en) dans Pride
  - Emma Stone pour le rôle de Sam Thompson dans Birdman ♙
  - Rene Russo pour le rôle de Nina dans Night Call (Nightcrawler)

- 2016 : Kate Winslet pour le rôle de Joanna Hoffman dans Steve Jobs ♙
  - Jennifer Jason Leigh pour le rôle de Daisy Domergue dans Les Huit Salopards (The Hateful Eight) ♙
  - Rooney Mara pour le rôle de Therese Belivet dans Carol ♙
  - Alicia Vikander pour le rôle d'Ava dans Ex machina
  - Julie Walters pour le rôle de Madge Kehoe dans Brooklyn

- 2017 : Viola Davis pour le rôle de Rose Maxson dans Fences ♕
  - Naomie Harris pour le rôle de Paula Harris dans Moonlight ♙
  - Nicole Kidman pour le rôle de Sue Brierley dans Lion ♙
  - Hayley Squires pour le rôle de Katie Morgan dans Moi, Daniel Blake (I, Daniel Blake)
  - Michelle Williams pour le rôle de Randi Chandler dans Manchester by the Sea ♙

- 2018 : Allison Janney pour le rôle de LaVona Harding dans Moi, Tonya (I, Tonya) ♕
  - Lesley Manville pour le rôle de Cyril Woodcock dans Phantom Thread ♙
  - Laurie Metcalf pour le rôle de Marion McPherson dans Lady Bird ♙
  - Kristin Scott Thomas pour le rôle de Clementine Churchill dans Les Heures sombres (Darkest Hour)
  - Octavia Spencer pour le rôle de Zelda Fuller dans La Forme de l'eau (The Shape of Water) ♙

- 2019 : Rachel Weisz pour son rôle de Sarah Churchill dans La Favorite ♙
  - Amy Adams pour son rôle de Lynne Cheney dans Vice ♙
  - Claire Foy pour son rôle de Janet Shearon Armstrong dans First Man : Le Premier Homme sur la Lune
  - Emma Stone pour son rôle de Abigail Masham dans La Favorite ♙
  - Margot Robbie pour son rôle de Élisabeth Ire dans Marie Stuart, reine d'Écosse

### Années 2020
- 2020 : Laura Dern pour son rôle de Nora Fanshaw dans Marriage Story ♕
  - Scarlett Johansson pour son rôle de Rosie Betzler dans Jojo Rabbit ♙
  - Florence Pugh pour son rôle de Amy March dans Les Filles du docteur March ♙
  - Margot Robbie pour son rôle de Kayla Pospisil dans Scandale ♙
  - Margot Robbie pour son rôle de Sharon Tate dans Once Upon a Time… in Hollywood

- 2021 : Youn Yuh-jung pour son rôle de Soon-ja dans Minari ♕
  - Kosar Ali pour son rôle de Sumaya dans Rocks
  - Maria Bakalova pour son rôle de Tutar Sagdiyev dans Borat, nouvelle mission filmée ♙
  - Dominique Fishback pour son rôle de Deborah Johnson dans Judas and the Black Messiah
  - Ashley Madekwe pour son rôle de Toni dans County Lines
  - Niamh Algar pour son rôle de Ursula dans Calm with Horses

- 2022 : Ariana DeBose pour le rôle d'Anita dans West Side Story ♕
  - Caitriona Balfe pour le rôle de Ma dans Belfast
  - Jessie Buckley dans le rôle de Leda jeune dans The Lost Daughter ♙
  - Ann Dowd pour le rôle de Linda dans Mass
  - Aunjanue Ellis pour le rôle de Oracene Price dans La Méthode Williams (King Richard) ♙
  - Ruth Negga pour le rôle de Clare Bellew dans Clair-obscur (Passing)

- 2023 : Kerry Condon pour le rôle de Siobhán Súilleabháin dans Les Banshees d'Inisherin ♙
  - Angela Bassett pour le rôle de Reine Ramonda dans Black Panther: Wakanda Forever ♙
  - Hong Chau pour le rôle de Liz dans The Whale ♙
  - Jamie Lee Curtis pour le rôle de Deirdre Beaubeirdra dans Everything Everywhere All at Once ♕
  - Dolly de Leon pour le rôle de Abigail dans Sans filtre (Triangle of Sadness)
  - Carey Mulligan pour le rôle de Megan Twohey dans She Said

- 2024 : Da'Vine Joy Randolph pour son rôle de Mary Lamb dans Winter Break ♙
  - Emily Blunt pour son rôle de Katherine Oppenheimer dans Oppenheimer ♙
  - Danielle Brooks pour son rôle de Sofia dans La Couleur pourpre ♙
  - Claire Foy pour son rôle de la mère d'Adam dans Sans jamais nous connaître
  - Sandra Hüller pour son rôle de Hedwig Höss dans La Zone d'intérêt
  - Rosamund Pike pour son rôle d'Elspeth Catton dans Saltburn
- 2025 : Zoe Saldaña pour le rôle de Rita Mora Castro dans Emilia Pérez
  - Selena Gomez pour le rôle de Jessi Del Monte dans Emilia Pérez
  - Ariana Grande pour le rôle de Galinda Upland / Glinda dans Wicked
  - Felicity Jones pour le rôle d'Erzsébet Tóth dans The Brutalist
  - Isabella Rossellini pour le rôle de Sœur Agnès dans Conclave
  - Jamie Lee Curtis pour le rôle d’Annette dans The Last Showgirl

## Statistiques

### Nominations multiples
9 : Judi Dench
4 : Maggie Smith
3 : Amy Adams, Anjelica Huston, Cate Blanchett, Miranda Richardson, Meryl Streep, Julie Walters, Billie Whitelaw, Kate Winslet
2 : Rosanna Arquette, Peggy Ashcroft, Kathy Bates, Brenda Blethyn, Helena Bonham Carter, Toni Collette, Sally Field, Barbara Hershey, Holly Hunter, Rosemary Leach, Frances McDormand, Lynn Redgrave, Kristin Scott Thomas, Maureen Stapleton, Imelda Staunton, Tilda Swinton, Sigourney Weaver, Michelle Williams, Shelley Winters

### Récompenses multiples
3 : Judi Dench
2 : Kate Winslet